# Uiterburen (waterschap)
Uiterburen is een voormalig waterschap in de Nederlandse provincie Groningen.
Het schap lag ter weerszijden van Uiterburen. De noordgrens lag bij de Drostenlaan, de oostgrens 700 m oostelijk van de weg Uiterburen, de zuidgrens lag 150 m zuidelijk van de A7 en de westgrens lag 1,3 km westelijk van de Nieuweweg. Het gebied waterde af via een afsluitbare duiker onder de Heiligelaan en een onder de Galgenweg.
Waterstaatkundig gezien ligt het gebied sinds 2000 binnen dat van het waterschap Hunze en Aa's.